# Traian Mîrza
Date biografice

	Etnomuzicologul Traian Mîrza s-a născut la data de 23 februarie 1923, în satul Bucea, județul Cluj, (pe atunci în județul Bihor),  într-o familie de țărani, cu unsprezece copii, pentru creșterea și școlarizarea cărora părinții, Petru și Floare, s-au văzut nevoiți să se angajeze ca muncitori la C.F.R și să își părăsească satul natal, locuind, pe rând, în trei localități din zona Oradea: Cheresig, Toboliu și Sîntandrei. A copilărit în Cheresig, județul Bihor, fiind singurul dintre cei șase frați rămași la părinți care a urmat o școală medie și superioară. Primele patru clase le-a urmat în localitatea natală, după care a devenit elevul Școlii normale ”Iosif Vulcan” din Oradea, unde a absolvit șase clase. Împrejurări politice nefaste din perioada 1940-1944    l-au determinat să se refugieze , asemenea altor mii de români, și să-și termine la Arad studiile secundare, urmând și primul an la Academia Teologică Ortodoxă  din localitate, până în 1943, când este încorporat în armată. (”După absolvire, în 1942, situația de refugiat fără părinți și groaza de război m-au împins către Academia Teologică din Arad...” Traian Mîrza, Autobiografie, 1971). Din 1943 până în ianuarie 1946 a efectuat stagiul militar ca elev al școlii de ofițeri din Breaza, Slănic (Prahova), Zărnești (Brașov) și Sibiu. A luat parte la luptele de eliberare a țării de regimul fascist, în perioada 30 august-10septembrie 1944, în zona Slănic (Prahova). În ianuarie 1946, la cererea sa, a fost lăsat la vatră cu gradul de elev sergent.
	Studiile superioare de teologie întrerupte le va continua și termina în Clujul eliberat, între 1946-1949, punând o bază serioasă cunoștințelor sale muzicale prin studiul la Conservatorul ”Gheorghe Dima”, pe care l-a început în 1947, ca student al secției pedagogice și le-a încheiat cu succes în 1951, când își susține examenul de stat cu o teză de folclor. În paralel cu anii de studiu la Conservator a fost secretar al Liceului industrial de băieți din Cluj, transformat, după reforma învățământului din 1948, în Școala medie tehnică metalurgică, dar renunță la această funcție în anul patru de studii la Conservator datorită obținerii unei burse de stat. După absolvire este reținut ca preparator la disciplina de folclor muzical din cadrul Conservatorului, la recomandarea lui Ioan R. Nicola și va urca, prin incontestabile merite conferite de o activitate științifică de care puțini alții s-au învrednicit, treptele ierarhiei universitare, până la numirea sa prin concurs, la 1 decembrie 1969, în funcția de conferențiar titular, la disciplinele etnomuzicologice ale Conservatorului clujean, unde a rămas până la sfârșitul neașteptat al vieții sale, survenit la 20 iunie 1985.
	Se căsătorește la 25 iulie 1950 cu Otilia-Livia și tot în acest an este angajat la Conservator pe post de asistent la catedra teorie-solfegii. Din 1952 este preparator principal, șef de cabinet apoi asistent la catedra de folclor. Tot în acest an se naște și singurul său fiu, Nicolae Horia. 
	În paralel cu activitatea sa la Conservator mai predă și la Facultatea de muzică din cadrul fostului institut pedagogic de trei ani din Cluj-Napoca, în perioada 1962-1966. Între 1966-1972 face parte din colectivul de redacție al publicațiilor: Lucrări de muzicologie și Anuarul de folclor. Mai colaborează și la revistele: Anuarul Muzeului Etnografic al Transilvaniei, Muzica, Revista de etnografie și folclor, Tribuna, Viața studențească și Studii de muzicologie.
	Traian Mîrza s-a apropiat la începutul activității sale științifice de o problematică de orizont teoretic – interpretativ. El își dezvoltă astfel lucrarea de licență Ritmul muzical și ritmul muzicii populare românești, abordează formulele ritmice și melodice ale cântecului popular și aduce o contribuție deosebită prin noutatea ideilor în studiul Însușirile muzicale ale limbii române, publicat în „Studii muzicologice”, 1957, numărul 3.
	Studiile publicate în acest domeniu devin tot mai serioase și mai profunde, reflectând un spirit iscoditor și neliniștit, mereu nemulțumit de interpretările de suprafață ale muzicii populare: Cadențe modale finale în cântecul popular românesc („Muzica” nr. 7/1966), Simetria de oglindă în folclorul românesc („Studii de muzicologie”, nr.3/1967), Principii structurale în cântecul popular românesc vechi („Lucrări de muzicologie” nr. 3/1967), Observații privind geneza cântecului propriu-zis („Lucrări de muzicologie” nr.4/1968).
	Preocuparea teoretică rămâne constantă și în cea de-a doua perioadă a activității, dominată de cercetări de teren și de contribuții de natură etnografico-muzicologică. Astfel, după 1970 elaborează studiile atât de valoroase despre: Ritmul de dans, un sistem distinct al ritmicii populare românești („Lucrări de muzicologie nr. 7/1971) și Ritmul vocal acomodat la pașii din mersul ceremonios, un tip distinct al ritmicii populare românești („Lucrări de muzicologie, nr. 10-11/1979).
	Aprofundearea teoretică a muzicii populare românești și o largă documentare folcloristică au dat consistență contribuției sale la elaborarea primului Curs de folclor muzical. (Partea 1 – în colaborare cu I.R. Nicola și Ileana Szenik, București, 1963; Partea a II-a – în colaborare cu Ileana Szenik, Cluj, 1969)
	Adunate într-un volum, studiile acestea ar fi marcat mai pregnant aportul folcloristului într-un sector destul de puțin frecventat, mai ales că de câte ori revenea asupra aspectelor studiate adâncea incomparabil cercetarea. 
	Între etnomuzicologii noștri din ultimele decenii, Traian Mîrza a fost adeptul cercetărilor temeinice de teren și nu al unor culegeri fără metodă și selectivitate, încât realizările sale în acest domeniu nu domină cantitativ, ci valoric. În cercetările sale, etnomuzicologul s-a orientat cu precădere spre zone insuficient investigate, dar de importanță majoră în cunoașterea patrimoniului muzical românesc: folclorul românesc din secuime, nordul Moldovei, zona din munții Apuseni, aria Tîrnavelor, Valea Gurghiului, Năsăudul, Câmpia Aradului, Sălajul, Oașul și mai ales Bihorul și Huedin, pe care le-a adâncit în schițe monografice cuprinzătoare.
	Din imensul material folcloric adunat și păstrat atât în Arhiva de Folclor Cluj-Napoca, la care a colaborat temporar, cât mai ales la Fonoteca de la Conservator, - peste 6000 de melodii – Traian Mârza a transcris relativ puțin, dar la nivel superior, și a elaborat două colecții de mare valoare științifică, încununate de prețioase premii: Folclor muzical din Bihor. Schiță monografică, București, Editura Muzicală a Uniunii Compozitorilor, 1974, 428 p. (Premiul „Ciprian Porumbescu” al Academiei Române) și Folclor muzical din zona Huedin (în colaborare cu Ileana Szenik, Gheorghe Petrescu, Zamfir Dejeu, Mircea Bejinariu), Cluj-Napoca, 1978, 504 p. (Premiul Uniunii Compozitorilor)
	Reprezentativă și definitorie pentru întreaga sa operă de cercetare a culturii populare și pentru ascensiunea metodologică a folcloristului rămâne lucrarea consacrată Bihorului, la care a muncit mai bine de un deceniu. Paralizat, probabil, inițial de marea contribuție a lui Bartok la cunoașterea Bihorului, Mîrza a adunat folclor din toate zonele bihorene, cuprinzând în raza de observație peste 150 de localități de unde a cules 1640 de piese însoțite de texte și observații. Această cercetare, făcută între 1963-1973, urmărea modificarea imaginii lăsate de  Bela Bartok, colecții ce vizau mai mult partea sudică a Bihorului. La culegerea pieselor au mai participat și studenți de la Conservator și studenți filologi membri ai Cercului Științific de Folclor. În câteva dintre aceste cercetări, Traian Mîrza a mai fost însoțit și de alți profesori sau cercetători ai Institutului de Folclor din Cluj-Napoca. Printre ei s-ar putea număra: Dumitru Pop – profesor la Facultatea de Litere și întemeietorul Cercului Științific de Folclor al aceleaiași facultăți, I.R.Nicola – conferențiar la Conservatorul de Muzică, Ion Cuceu – Institutul de Folclor, Ileana Szenik – cu care a colaborat foarte mult în perioada când activau împreună la catedra de folclor la Conservator.
	Din această cercetare a rezultat o lucrare care-i va fi și lucrarea de doctorat: Folclor muzical din Bihor, schiță monografică apărută in 1974. În această lucrare autorul aduce în plus față de colecțiile lui Bela Bartok unele categorii inedite: repertoriul copiilor, paparuda, vergelul, cântecul ceremonial al lioarei și cântecul ceremonial al plecării la recrutare.Studiul introductiv, foarte amplu, este o micromonografie unde figurează date privind trecutul istoric și cultural al Bihorului, folcloristica acestui spațiu, iar în partea finală este analizat materialul colecției.
	Etnomuzicologul a mai publicat și o serie de studii de mare valoare, apărute în Lucrări de muzicologie și Studii de muzicologie, în Anuarul de Folclor, Anuarul Muzeului de Etnografie, în revista Muzica, Revista de Etnografie și Folclor. Dintre acestea amintim: Cadențe modale finale în cântecul popular românesc, Caracterul unitar al sistemului de structuri tonal-modale în folclorul românesc, Simetria de oglindă în folclorul muzical românesc, Contribuția la cunoașterea principiilor structurale în cântecul popular românesc, Observații privind geneza cântecului propriu-zis, Cântecul vergelului, Obiceiuri folclorice, Lioara – un gen muzical inedit al obiceiurilor de primăvară din Bihor, Ludicul în cântecul popular românesc, Ritmul orchestric de dans – un sistem distinct al ritmicii populare românești, Cântecul ceremonial al clăcii de tors din partea de nord al Munților Apuseni, Bela Bartok – folcloristul și mesajul său, Cântecul de cătănie din Bihor – o specie distinctă a liricii ocazionale, Interesul științific și artistic pentru folclorul din Oaș și Ugocea, Ritmul vocal acomodat pașilor din mersul ceremonios – un tip distinct al ritmicii populare românești, Corecturi în legătură cu unele localități din Bihor unde Bartok a cules muzică populară românească, Despre însușirile muzicale ale limbii române, Gheorghe Dima și folclorul. Toate aceste studii sunt cuprinse, în ordinea publicării lor, în capitolul dedicat studiilor publicate de Traian Mîrza din cuprinsul acestei lucrări.
Dacă adăugăm acestor neobișnuite contribuții de etnografie muzicală profundul sondaj în folclorul copiilor din această arie și prețioasele completări documentare aduse lui Bartok, avem în față profilul folcloristului muzical de excepție, din stirpea marelui Brăiloiu și a lui Ilarion Cocișiu. Ca și iluștrii săi înaintași, Traian Mîrza nu și-a putut definitiva, prin transcrieri proprii, opera de cercetător al terenului, căci în ultimii ani de viață a lucrat tot mai puțin, în hărțuiala sarcinilor didactice și cu agravarea necruțătoarei boli, fiind absorbit, ca în prima perioadă a activității, de cercetări amănunțite asupra structurii melodiilor populare. Marea sa vocație de cercetător și mistuitoarea pasiune de sondare complexă a muzicii populare ar fi rodit mai bine, probabil, într-un institut, dar atunci și-ar fi risipit reala sa chemare de dascăl. La flacăra vie a entuziasmului său, dublat de un spirit critic constructiv, s-a format, în lumina dragostei față de folclor, mai multe generații de studenți, dintre care unii au devenit cercetători ai creației populare.